# كانو-كاياك

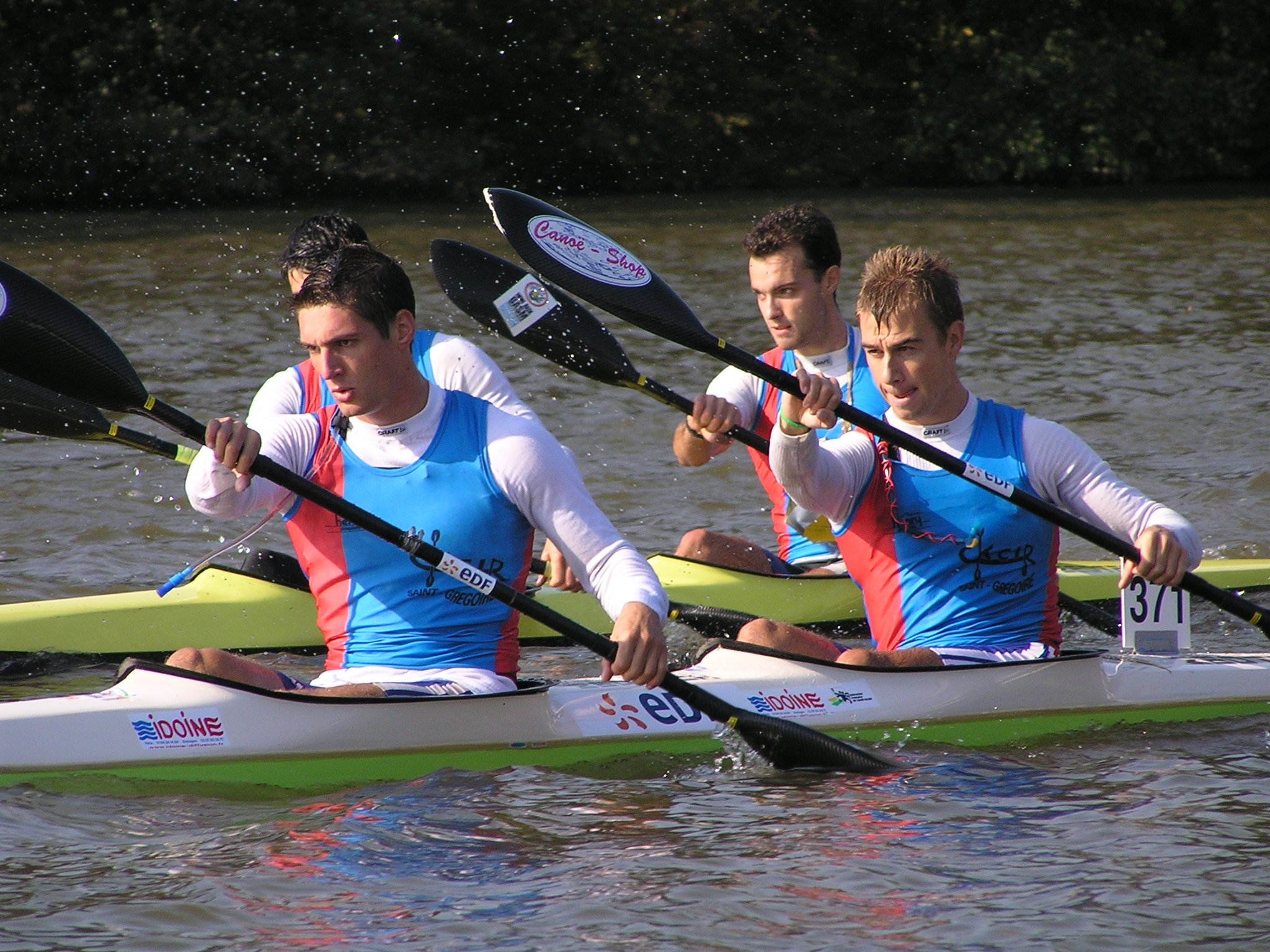
مراثون في الكانو كاياك

سباق الزوارق المتعرج سباق بالقوارب، يتضمن مسابقات فردي وزوجي ورباعي، تجري المنافسات في مياه راكدة، أو مجرى نهر قوي ممكن أن يكون اصطناعي وتكون فيه المسابقة بشكل متعرج.

## نبذة تاريخية
ظهرت المراكب البحرية الصغيرة أو الكانو منذ آلاف السنين وكانت وسيلة ابتكرها الإنسان للتنقل الصيد ونقل الجيوش لساحات المعارك، ولم يكن هنالك شكل محدد أو نموذج متعارف عليه للكانو أو القارب.
ويعود أول استخدام ملحوظ للسكان الأصليين لأميركا الشمالية منذ آلاف السنين. ويعود أصل كلمة كانو لكلمة “كينو” التي تعني المركب المصنوع من جذع الشجرة. وتقول معلومات أخرى إن أصل الكلمة يرجع لـ”كانويا” التي كان يستخدمها السكان الأصليون في منطقة الكاريبي ونقلت عن طريق كريستوفر كولومبوس لأوروبا.
وفي منطقة أركتيك القطبية الشمالية طور السكان الأصليين للمنطقة، ألوتس وإنويتس، شكلاً مختلفا من القوارب هو قريب من الكاياك اليوم، وقد صنع بطريقة تمنع دخول المياه المجلّدة إليه إذ كان يغلف خشبه بجلد حيوانات مشدود.
المنافسة الرياضية في هذه اللعبة تعود لمنتصف القرن التاسع عشر، الذي في خلاله وتحديدا العام 1866 تأسس النادي الملكي البريطاني للكانو، وكان أول جمعية من نوعها اهتمت بتطوير هذه الرياضة. والعام 1871 تأسس نادي نيويورك كانو.
بدأت بطولة العالم في الكانو العام 1938، أما أول اتحاد اشرف على اللعبة فتأسس العام 1924، وبعد الحرب العالمية الثانية جرى تغيير في هذا الاتحاد ويعرف من حينها باسم الاتحاد الدولي للكانو.

## وصلات خارجية
- (بالإنجليزية) الاتحاد الدولي للكانو كاياك